# Анонимный интернационал
«Анони́мный интернациона́л» (также известен как «Шалта́й-Болта́й») — хакерская группировка, прославившаяся публикацией документов для внутреннего пользования по внутренней политике Российской Федерации, а также личной почтовой переписки, принадлежащей членам правительства и ряду депутатов.
Группа специализировалась на перехвате переписки и взломе аккаунтов высокопоставленных чиновников, крупных фирм и СМИ и дальнейшей продаже через интернет полученных данных. Вели собственный блог «Шалтай-Болтай», куда выкладывали результаты своей работы. За 15 месяцев существования блога авторы Shaltay Boltay выпустили на различных площадках 75 публикаций (документов и фотографий), содержащих компрометирующую информацию о деятельности российских чиновников и политиков. В конце октября 2016 года был арестован Владимир Аникеев, известный под псевдоним «Льюис», который считается организатором группы. Аникееву предъявлено обвинение в неправомерном доступе к компьютерной информации. Помимо Аникеева, задержаны ещё пять человек, среди них один из руководителей Центра информационной безопасности ФСБ Сергей Михайлов и его заместитель Дмитрий Докучаев, а также бывший глава отдела расследований компьютерных инцидентов «Лаборатории Касперского» Руслан Стоянов.

## Методы работы
Изначально группа достаточно долго выкладывала материалы бесплатно, затем начав их продажу совместно с интернет-биржей Joker.buzz. К осени 2016 года объём продаж составил около двух миллионов долларов, которые пошли на поддержку инфраструктуры «Анонимного интернационала».

## Деятельность

### 2013 год
По словам участников «Анонимного интернационала», ещё до выхода в публичное поле группа занималась добычей и продажей данных.
Впервые группа проявила себя 31 декабря 2013 года, когда опубликовала текст новогоднего обращения президента России Владимира Путина, причём не первоначального варианта (записанного заранее у стен Кремля), а зачитанного им с Дальнего Востока, куда он прибыл помочь пострадавшему от стихийного бедствия местному населению. О самом обращении широкой публике тогда известно не было, и в итоге части регионов России показали «традиционную» запись, а другим — прямую речь президента из Хабаровска, позже пресс-секретарь Путина Дмитрий Песков разъяснил это технической недоработкой.

### 2014 год
В мае 2014 года группа выложила серию писем различных чиновников, лоббирующих интересы комбината питания «Конкорд», совладелец которого Евгений Пригожин, по данным хакеров, активно занимается политикой, а его структуры — «слежкой и организацией провокаций против оппозиционеров и СМИ» при помощи Агентства интернет-исследований. В переписке сотрудников агентства Дениса и Игоря Осадчих содержался отчёт по информационному проекту с новостными порталами и социальными сетями, в тексте предписывалось акцентировать внимание на военной и политической мощи России в мировом пространстве «для появления панического страха перед Россией как перед самой мощной мировой державой».
В середине июля «Анонимным интернационалом» были выложены в открытый доступ электронные письма из ящика на gmail, якобы принадлежащего вице-премьеру России Аркадию Дворковичу. В приложении к данным письмам есть файлы с информацией о реструктуризации «Мечела», «налоговом манёвре» в нефтяной отрасли, предлагаемом Минфином, и другие данные.
В сентябре 2014 года группа выложила в сеть два архива с внутренними документами и перепиской с 5 февраля 2014 года по 23 сентября 2014 года, якобы принадлежащей сотруднику ОАО «Московские информационные технологии» (МИТ) Антону Бушуеву. Сама компания связана с мэрией Москвы и специализируется на информационно-аналитическом сопровождении работы столичных властей. Согласно этим данным, МИТ регулярно размещает проплаченные материалы без каких-либо пометок об их рекламном характере в общей сложности в 23 изданиях, среди которых есть и общероссийские: «Аргументы и факты», «Новые известия», «Известия», «Труд», «Собеседник», «Литературная газета», «Комсомольская правда», «Росбалт», «Независимая газета», «Российская газета», «Мой район», «Версия», а также ряд электронных изданий. Часть заказных материалов была посвящена выборам мэра Москвы в 2013 году и выборам в Мосгордуму, при этом некоторые из этих новостей были в переписке сотрудников МИТ ещё до их публикации в указанных СМИ. По оценке интернет-издания «Insider», размещение проплаченных материалов под видом журналистских статей трактуется УК России как «мошенничество», причём с учётом выделяемых сумм — мошенничество в особо крупных размерах. В РБК было начато внутреннее расследование по поводу того, что их сотрудник в рабочее время и с рабочей почты мог заниматься размещением рекламно-информационных материалов на сторонних площадках.
14 августа 2014 года аккаунт Председателя Правительства России Дмитрия Медведева в Twitter'е был взломан. Ответственность за это взяли на себя представители «Анонимного интернационала», которые также дали адрес личного аккаунта Медведева в Twitter'е, используемого им для чтения. Там премьер подписан на главного редактора телеканала Russia Today Маргариту Симоньян, писателя Сергея Минаева, аккаунт пресс-центра Михаила Ходорковского, оппозиционера Алексея Навального, бывшего главу Минфина Алексея Кудрина, вице-премьера Аркадия Дворковича, журналиста Олега Кашина, юмористов Гарика Харламова, Михаила Галустяна и Павла Волю, главного редактора радиостанции «Эхо Москвы» Алексея Венедиктова, бизнесмена Михаила Прохорова, депутата Госдумы Александра Хинштейна, лидера ЛДПР Владимира Жириновского. У самого аккаунта, начатого в июне 2010 года, всего 187 читателей, среди, в общей сложности, пяти твитов есть запись: «Решебник сборника задач по физике авторы гладков исаченкова луцевич слесарь» со ссылкой на ресурс, который Twitter настоятельно не рекомендует открывать. Авторы блога Shaltay Boltay заявили о том, что взломали аккаунты ряда российских чиновников, и Медведев — не самая важная фигура в нашей «копилочке».
В конце октября была опубликована переписка, одной из сторон которой якобы является руководитель секретариата первого вице-премьера Игоря Шувалова Юрий Газарян. В материалах описана ситуация в российской банковской системе, в том числе в отдельных кредитных организациях, с оценкой «катастрофическая». Представитель секретариата Шувалова отказался от комментариев, не подтвердив и не опровергнув подлинность переписки.
В конце декабря «Шалтай-Болтай» опубликовал письма, которые, как утверждается, были обнаружены в электронной почте заместителя начальника управления внутренней политики Администрации президента России Тимура Прокопенко с декабря 2013-го по март 2014-го. Большая часть составляют ссылки на сообщения в разных изданиях и блогах, отчёты «о ситуации в интернете», мониторинг упоминаемости в СМИ Вячеслава Володина. Также предполагаемые сотрудники управления внутренней политики Администрации президента России отслеживали действия оппозиционера Алексея Навального в интернете, готовили записки о редакционной политике независимых изданий, абсолютно серьёзно изучали глумливые твиты и демотиваторы рядовых пользователей социальных сетей и обсуждали возможность блокировки неугодных ресурсов.

### 2015 год
В конце января группа выставила на продажу переписку пресс-секретаря премьер-министра Дмитрия Медведева Натальи Тимаковой. На сайте «Международной биржи секретной информации» лот из почти 500 сообщений, датируемых 2004—2015 годами, предлагалось купить за 150 биткойнов (сумма, на тот момент эквивалентная примерно 35 тыс. $). Аукцион должен был продлиться 8 дней — с 22 по 30 января включительно, в аннотации были выложены несколько писем Тимаковой.
31 марта 2015 года группа выложила для свободного скачивания СМС переписку за 2011—2014 годы заместителя главы Управления Президента Российской Федерации по внутренней политике Тимура Прокопенко. В переписке присутствуют попытки чиновника воздействовать на многие известные СМИ («Газета.ру», «Коммерсантъ», «Слон.ру», «Лента.ру», «РБК», «Комсомольская правда», «Росбалт», «Фонтанка.ру», «Бизнес FM», «Metro») через членов их редакций, а также обсуждение с руководством Роскомнадзора целей дальнейших блокировок, что свидетельствует о полной аффилированности ведомства с администрацией президента. Подлинность переписки подтвердили несколько её возможных фигурантов: генеральный директор РБК Николай Молибог и глава холдинга «News Media» Арам Габрелянов.
16 апреля была опубликована переписка, принадлежавшая по словам хакеров главе Роскомнадзора Александру Жарову. В ней содержатся письма от бизнесмена Константина Малофеева (лоббировавшего включение телеканала «Спас» во второй мультиплекс цифрового эфирного телевещания) и Михаила Ксензова. Особое внимание уделено переписке генерального директора радиостанции «Эхо Москвы» Михаила Дёмина, в которой он обсуждал опросы на сайте радиостанции, согласование публикуемых блогов, отдельной рекламы и текстов, лишение лицензии петербургского «Эха», размер бюджета станции и невыполнение договорённостей о зарплате, а также согласование промороликов «Антикризисного марша» с участием Бориса Немцова и Михаила Касьянова.
В декабре 2015 года в своём твиттере «Шалтай-болтай» опубликовал скриншоты документа, который, по их словам, представляют собой инструкцию по «сливу» протеста дальнобойщиков против системы «Платон». Основной задачей в нём указан отделение максимального числа сторонников, чтобы «свести оставшихся до уровня мелкой группы, не представляющей угрозы ни для общества и власти, ни интереса для СМИ».

### 2016 год
В апреле хакеры объявили о взломе и краже содержимого двух почтовых ящиков и переписки в WhatsApp'е телеведущего Дмитрия Киселёва, которое было выставлено на аукцион до 15 мая. Охвачен период с 2009 по 2016 год с общим объёмов информации в 11 Гб; один из использовавшихся аккаунтов был зарегистрирован на супругу журналиста Марию. Тематика в основном посвящена проектам «Россия сегодня», также в массиве есть данные о финансах и активах (среди которых — покупка элитной квартиры в 204 квадратных метров на Цветном бульваре за 162 миллиона рублей в феврале 2014 года), оспаривание введённых ЕС персональных санкций, покупка готовой дипломной работы и профессиональных учёных статей для жены. Среди собеседников журналиста оказались заведующая сектором социальной философии Института философии РАН Валентина Федотова (на платной основе пишущая тексты ведущего), экономист Никита Кричевский, медиаменеджер Арам Габрелянов, пранкер Вован, министр культуры Владимир Мединский.
В конце июня была опубликована часть переписки Арама Габрелянова, где он обсуждает политику издания, наём сотрудников и различные публикации. Полный архив с фотографиями и видео хакеры выставили на аукцион, стартовая цена составила 10 биткойнов (6825 долларов), выкуп без торга — 100 биткойнов. Габрелянов заявил о частичной фальсификации переписки, при этом объявив награду в 1000 биткойнов (682 тысячи долларов) за сведения о хакерах. Покупатель массива данных в дальнейшем разрешил осуществить его частичную публикацию. Согласно публикациям группы, издания Life и Известия публикуют заказные материалы и занимались фальсификацией данных. Помимо этого, в редакционную политику «Известий» активно вмешивается первый заместитель руководителя Администрации президента Алексей Громов — напрямую и через темники (которые в дальнейшем публиковались как авторские материалы, в частности — заместителя главного редактора Бориса Межуева).

## Преследования
23 июля 2014 года блог «Шалтай Болтай» оказался в реестре запрещённых сайтов, который ведёт Роскомнадзор. Причиной этого стало решение Смольнинского районного суда Санкт-Петербурга об удовлетворении иска гражданина России Игоря Осадчего о признании информации на данном сайте запрещённой к распространению согласно закону «О персональных данных», по которому эта информация должна быть удалена. Хостинг-провайдер не ответил на уведомление Роскомнадзора об удалении, и служба направила операторам связи предписание о блокировке блога. Сами авторы расценили блокировку как «бесплатный пиар от Роскомнадзора», связав её с публикацией данных о политической деятельности компании «Конкорд».
По состоянию на конец марта 2015 года ни в одном из силовых ведомств России деятельность «Анонимного интернационала» не вызвала интереса.

### Задержания
В конце октября 2016 был арестован журналист Владимир Аникеев, известный под псевдонимом «Льюис», который считается организатором группы. Однако достоянием общественности это стало лишь в последних числах января, после того как несколько крупных российских СМИ распространили информацию об инциденте. В частности, по сообщению агентства «Росбалт», российскими спецслужбами была применена схема, отработанная в СССР и России ещё со времён «Операции „Трест“». Операция была проведена в петербургском аэропорту после того, как Аникеев прилетел с Украины. Находясь там, как полагает следствие, Льюис разместил на сайте «Киберхунта» переписку помощника российского президента Владислава Суркова, проливающую свет на российскую политику в отношении Абхазии и Украины (планы аннексии Крыма, списки руководителей ДНР/ЛНР и пр.). Утечка именно этой информации серьёзно взволновала спецслужбы — причём не только ФСБ, но и ФСО.
Аникеев был доставлен в Москву, где Следственное управление ФСБ предъявило ему обвинение в неправомерном доступе к компьютерной информации, совершённом группой лиц по предварительному сговору или организованной группой (ч. 3 ст. 272 УК РФ). 9 ноября 2016 года суд санкционировал его арест. Постановлением от 28 декабря 2016 мера пресечения в виде содержания под стражей в отношении Аникеева была продлена до 8 марта 2017 года.
В своих показаниях Аникеев упоминал сотрудника Центра информационной безопасности ФСБ Сергея Михайлова. Ему, по данным источника «Росбалта», ещё в начале года поручили поработать с группировкой «Шалтай-Болтай». В итоге её команда была вычислена, после чего куратором хакеров стал Михайлов. С лета он якобы сам предоставлял контент для публикации — в основном, переписка госслужащих, не представляющая особой «опасности». Однако после того как в сеть утекла переписка Суркова, это переполнило чашу терпения ФСБ.
В декабре 2016 были задержаны Михайлов и его «правая рука» — сотрудник ЦИБ Дмитрий Докучаев, который до вербовки ФСБ был хакером по прозвищу Forb. Суд принял решение об их аресте. Также был задержан глава отдела расследований компьютерных инцидентов «Лаборатории Касперского» Руслан Стоянов.
Данная информация косвенно подтверждает ранее распространённую украинским изданием Inform Napalm версию, что причину громких арестов специалистов по интернет-безопасности в рамках операции, уже получившей неофициальное название «дело айтишников», надо искать во взломе почты Суркова. Эту же гипотезу (в числе нескольких других версий) в беседе с корреспондентом «Русского Монитора» озвучил и российский политик Илья Пономарёв.
Помимо Аникеева, фигурантами уголовного дела стали ещё пять человек, среди них один из руководителей Центра информационной безопасности ФСБ Сергей Михайлов и его заместитель Дмитрий Докучаев, а также бывший глава отдела расследований компьютерных инцидентов «Лаборатории Касперского» Руслан Стоянов (по сведениям источника «Интерфакса» — Докучаеву и Стоянову инкриминируется государственная измена, и группа «Шалтай-Болтай» и её лидер Владимир Аникеев, по словам адвоката Ивана Павлова, не имеют отношения к этому делу).
В июле 2017 года Аникеев был приговорён к двум годам колонии после сделки со следствием. Согласно его адвокату, при допросе в ФСБ тот признал частичную фальсификацию переписок Натальи Тимаковой, Дмитрия Киселёва, Тимура Прокопенко, Андрея Белоусова и Евгения Кислякова (в чём именно она заключалась — неизвестно).
В декабре 2018 года стало известно о созданием Аникеевым консалтинговой компании, которая будет заниматься информационной безопасностью в России. Сам он стал совладельцем компании, при этом не став озвучивать других партнёров и объём инвестиций. По его собственным словам, «даже если не верить в мои моральные качества, что я сейчас на стороне добра, то можно поверить в здравый смысл. Нарушать закон, находясь здесь, не совсем правильно».